# Athabaské ropné písky

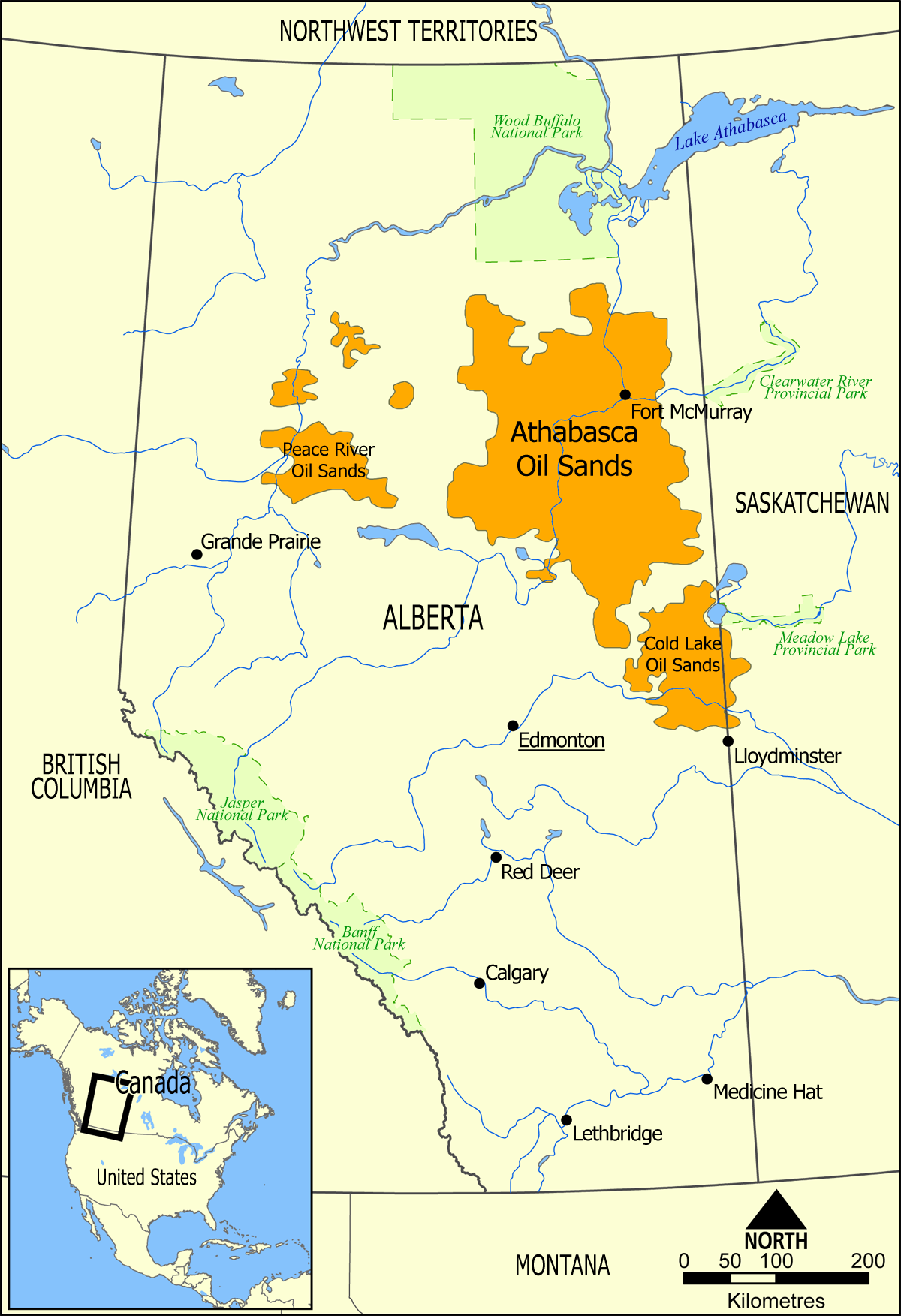
Mapa oblasti

Athabaské ropné písky (Ropné písky Athabasca, Athabasca Oil Sands, řidčeji Dehtové písky Athabasca nebo Kanadské ropné písky) jsou rozsáhlá ložiska nekonvenční ropy ve formě ropných živic (též dehtových písků), která se nacházejí v širším okolí města Fort McMurray kanadské provincie Alberta. Tyto ropné břidlice („ropné písky“) obsahují směs surových živic (napůl pevnou, napůl kapalnou formu surové ropy), křemenného písku, jílů a vody. Ložisko v Athabasca je největší ze tří ložisek: další se nazývají Cold Lake a Peace River, které má ještě několik dislokovaných ložisek v okolí. Dohromady zahrnují střídmě obydlené, tajgou a mokřady porostlé území, o rozloze okolo 141 000 km² s několika tisíci původních obyvatel, tzv. prvních národů (v podstatě indiánů).

## Zásoby
Vláda Alberty počítá, že se současnou technologií bude schopna vytěžit 174 miliard barelů surových živic. To činí asi 10 % z odhadovaných 1,7-2,5×1012 barelů ropy ve formě živic. To z něj činí jedno ze dvou největších nekonvenčních ropných polí na světě (vedle venezuelských dehtových písků Orinoco) a z Kanady zemi s třetími nejvyššími ověřenými zásobami ropy (po Saúdské Arábii a Venezuele).

## Produkce
Na břidličných píscích Athabasca v současné době operuje několik ropných společností, jejich denní produkce v roce 2005 se pohybovala kolem 1 065 000 barelů za den. Plánuje se však zvýšení produkce na 2 miliony barelů za den v roce 2010 a 4 miliony v roce 2015. V tu dobu se bude podle předpokladů těžit pouze 10 % lehké nebo středně těžké ropy. Zbytek bude surová živice.

## Význam
Geopolitický význam břidličných písků v Albertě stoupá. V současné době Kanada jedná s Čínskou lidovou republikou a Spojenými státy o podílu na rychle se zvyšující produkci. Ta, díky předpokládanému zčtyřnásobení do roku 2015, zvyšuje i politický a ekonomický význam Kanady jako perspektivního vývozce ropy. Navíc, ložiska by byla i při průměrné těžbě 3 miliony barelů denně schopna vydávat ropu a živice po 400 let. Cena za vytěžení jednoho barelu by se měla pohybovat mezi 18 a 20 dolary, které se po zpracování na syntetickou naftu zvednou na 36 až 40 dolarů za barel, což i tak představuje vcelku dobrý ERoEI a při cenách 80 dolarů za barel (září 2007) ekonomicky schůdnou cestu.
Podle informací na serveru E15 bude u nově otevíraných ložisek těžba efektivní až při světové ceně 150 dolarů na barel. Kanadská ropa se totiž prodává o 15-20 dolarů levněji, než WTI, kvůli nízké kapacitě dopravních cest tento rozdíl narůstá až na 40 dolarů. 
Byl podepsán kontrakt mezi společností PetroChina a Enbridge na vybudování produktovodu s kapacitou 0,4 megabarelů z Edmontonu do pacifického pobřeží, přístavu Kitimat v Britské Kolumbii pro export syntetické surové ropy do Číny nebo jiná místa dosažitelná z Tichého oceánu. Sinopec, největší chemická a rafinérská společnost a China National Petroleum Company buď již koupily nebo plánují koupit podíl v hlavním vývoji ropných písků.
Indie ohlásila své plány investovat v Athabasca Oil Sands miliardu dolarů v roce 2006. V tomto plánu jsou angažovány čtyři významné indické ropné společnosti.

## Původní obyvatelé
Původní obyvatelé, žijící na tomto území, v Kanadě nazývané První národy (v USA „indiáni“), mají podle tzv. Dohody č. 8 z roku 1899 výsadní právo na užívání vody a přírodních zdrojů (i těch pod zemí) v oblasti, ve které se Athabasca Oil Sands nacházejí. Podpora pro těžbu u prvních národů není jednotná.

## Životní prostředí
Některé části těžby budou probíhat povrchově, což podle ekologů a kritiků těžby bude zásah do doposud málo dotknuté přírody v oblasti.
Zpracování a výroba syntetické nafty má být velký problém z hlediska emisí oxidu uhličitého popř. jiných skleníkových plynů.
Zpráva Institutu Pembina předpokládá spotřebu vody pro těžební a zpracovatelské práce větší než může být kapacita lokálních zřídel vody (v intencích systémové dynamiky).
Výhledy do budoucnosti, které počítají s razantním rozšířením těžby v oblasti Athabaských ropných písků (pokud jsou tyto započítány do světových ropných rezerv, pak je Kanada na druhém místě za Saúdskou Arábií), vyvolávají ostré reakce ekologů a místních obyvatel. O situaci se psalo i ve světových médiích.

## Paleontologické nálezy
V roce 2011 byl v těchto horninových vrstvách (důl Millenium Mine) objeven skvěle zachovaný exemplář „obrněného“ dinosaura - nodosaurida. Asi 5,5 metru dlouhý čtvernohý býložravec byl splaven do mořské zátoky povodní a zkameněl v poloze převrácený na hřbet. Proto se velmi dobře dochovala textura jeho pancíře i kůže na krku. Nález byl oficiálně vystaven v roce 2017, oficiální vědecké jméno ale nemá.

## Těžící společnosti
- Suncor Energy
- Syncrude
- Shell Canada
- Nexen
- CNRL
- Total S.A.
- Imperial Oil
- Sinopec

### Audiovizuální dokumenty
- Downstream, 33 minut, (IMDb)
- Tar Wars, 21 minut, BBC